# Katarzyna Trzaskalska
Katarzyna Trzaskalska (ur. 3 czerwca 1976 w Kościanie) – polska dziennikarka, była prezenterka Puls Raportu w TV Puls, Panoramy w TVP2, Teleexpressu w TVP1, Wiadomości w TVP1 oraz TVP3 Warszawa.

## Życiorys
Ukończyła Szkołę Baletową w Poznaniu, Akademię Muzyczną w Warszawie oraz Wyższą Szkołę Filmową, Telewizyjną i Teatralną w Łodzi.
Jako prezenterka prognozy pogody pracowała w telewizjach TVN (1997–2001) i TV Puls (2001–2002). W TV Puls tworzyła redakcję prognozy pogody i prowadziła program „Wizyta”. Pracę w TVP rozpoczęła w grudniu 2002, przedstawiając pogodę w TVP2, a od października 2004 do 2006 w TVP1. Od grudnia 2004 do czerwca 2005 była także prezenterką skrótów „Wiadomości”. W wakacje 2005 współprowadziła program „Lato z Jedynką”. Od października 2005 do stycznia 2006 była gospodynią czwartkowego wydania programu „Popołudnie z Jedynką”.
Od 28 października 2007 do 16 lipca 2008 prowadziła, wraz z Krzysztofem Ziemcem, „Puls Raport” w TV Puls.
Do TVP powróciła 22 września 2008, zostając prezenterką Panoramy w TVP2. Od 9 stycznia 2010 do grudnia 2011 prowadziła Teleexpress.
Od 7 kwietnia do 3 czerwca 2015 na zmianę z Katarzyną Cichopek prowadziła program „Twój Puls” w TV Puls.
Od maja do lipca 2016 ponownie prowadziła Teleexpress. Od lipca 2016 do grudnia 2023 pracowała w TVP Info, prowadziła Panoramę Info oraz Serwis Info. Od 2019 do 2023 prowadziła Poranek Info w TVP Info.  Od 21 sierpnia 2017 do 19 grudnia 2023 prowadziła boczne wydania Wiadomości w TVP1. Od 2018 do 2023 prowadziła także Kurier Mazowiecki i Telewizyjny Kurier Warszawski  w TVP3 Warszawa. Telewizja Polska zakończyła z nią współpracę w grudniu 2023.
Od 2014 zajmuje się również fotografią.